# Existență
În limbaj filosofic, existența înseamnă faptul de a fi, de a avea o realitate obiectivă, independent de conștiința celui care gândește sau percepe această realitate.
Existența este un concept fundamental cuprinzând cu dificultate totalitatea determinărilor sale.
Aperceptiv, existența este o fenomenalitate dinamică, primară, reprezentarea minimală mijlocită de simțuri. Realitatea nemijlocită a percepției intră însă în starea conceptuală a 'existentei' doar prin apariția limbajul semnificant care permite diferențierea și interpretarea precisă a obiectului existent. 
Doar conștiința face posibilă perceperea reflexivă a existenței și a formelor sale, prin raporturi de construcție și obiectivare a limbajului desemnând realitatea obiectivă. (Desemnarea existenței ca fiind un produs al conștiinței individuale sau al imaginarului este punctul de vedere naiv al solipsismului.)
În timp s-au disociat două ipoteze asupra 'existenței realității', una obiectivista sau materialista, care afirmă o realitate 'existentă autonom' față de subiect, și o ipoteză 'idealistă', a dependenței realității de cel care o percepe și o reprezintă.   